# Bobby Morrissey
Pour les articles homonymes, voir Morrissey.
Robert Joseph Morrissey dit Bobby Morrissey (né le 18 novembre 1954 à Alberton) est un homme politique canadien. Il est actuellement député à la Chambre des communes du Canada, représentant la circonscription prince-édouardienne d'Egmont depuis 2015. Il a été député libéral de l'Assemblée législative de l'Île-du-Prince-Édouard de 1982 à 2000.

## Biographie
Il naît à au d'Alberton, fils de Bernard et Marie (née O'Connor) Morrissey, qui vivent à Seacow Pond près de Tignish, il y réside toujours. Il est l'arrière-arrière-arrière-petit-fils de Pierre M. Chiasson, premier acadien à s'établir dans la région de Tignish. Il fait sa scolarité à la Tignish Regional High School au Holland College et étudie à l'Université de l'Île-du-Prince-Édouard. Lors de son entrée en politique il travaille comme pêcheur à Seacow Pond. Il a été administrateur de la Commission scolaire Unit 1, président du conseil consultatif communautaire de West Prince et organisateur du Irish Moss Festival. Catholique romain, il a été vice-président du Conseil paroissial de St. Simon et St. Jude.
Après 2000 il devient consultant spécialisé en relations avec le gouvernement, règles de pêches, marché du travail et développement communautaire. Il a été président de PFI Group et de Global Food Technologies, et directeur de Royal Star Investments. Sur le plan communautaire il a co-fondé et présidé la Tignish Seniors Home Care Co-op (coopérative de soins à domicile pour les personnes âgées), a été vice-président de Tignish Special Needs Housing (logements adaptés) et membre du conseil d’administration de la Fondation des maladies du cœur de l’Î-P-É.

### Politique provinciale
Membre du Parti libéral de l'Île-du-Prince-Édouard, il est candidat à l'élection générale prince-édouardienne de 1982 dans 1er Prince, détenue depuis vingt ans par le parti. Élu avec 12 voix d'avance il conservera le siège en creusant l'écart avec les conservateurs et sera réélu lors élections de 1986, 1989, 1993 et 1996, cette fois-ci dans la nouvelle circonscription de Tignish-DeBlois.
Le 2 mai 1986, il est nommé au Conseil exécutif de l'Île-du-Prince-Édouard au titre de ministre des Transports et des Travaux publics par le Premier ministre Joe Ghiz. Il devient ministre de l'Industrie et ministre responsable de l'Agence de développement de l'Île-du-Prince-Édouard en 1989, également ministre responsable du réaménagement de la Base des Forces canadiennes Summerside et de la communauté environnante à la suite de sa fermeture par le gouvernement fédéral en 1989. Le 15 avril 1993, il devient ministre du Développement économique et du Tourisme et ministre responsable d'Enterprise PEI.
Après la défaite des libéraux à l'élection générale de 1996, il devient chef de l'opposition à l'Assemblée législative de l'Île-du-Prince-Édouard et porte-parole de l'opposition en matière de finances.
Pendant son mandat, il siège au Comité permanent des privilèges, des règles et des projets de loi d'intérêt privé et au Comité permanent des affaires communautaires et du développement économique. Il a été président du Comité permanent des comptes publics.
Après 20 ans de mandat, il annonce qu'il ne se représentera pas à l'élection générale de 2000, se lançant dans une carrière dans le privé.

### Politique fédérale
En novembre 2007, Bobby Morrissey est nommé comme candidat pour le Parti du libéral du Canada dans Egmont pour les élections fédérales canadiennes de 2008, à la suite du départ à la retraite du député libéral Joe McGuire. Il retire cependant sa candidature en août, choisissant plutôt de rester dans le secteur privé.
En novembre 2014, il recandidate à l'investiture dans la même circonscription en vue des élections fédérales canadiennes de 2015. Il est à nouveau désigné et va cette fois au bout, battant la députée sortante conservatrice Gail Shea avec une large avance.
Il devient alors membre du Comité permanent des pêches et des océans et du Comité permanent des ressources humaines, du développement des compétences, du développement social et de la condition des personnes handicapées.

### Résultats électoraux
|       | Candidat        | Parti        | # de voix | % des voix |
|       | (X) Gail Shea   | Conservateur | +06 185,  | 28,97 %    |
|       | Bobby Morrissey | Libéral      | +10 521,  | 49,29 %    |
|       | Herb Dickieson  | NPD          | +04 097,  | 19,19 %    |
|       | Nils Ling       | Vert         | +00543,   | 2,54 %     |
| Total | Total           | Total        | 21 346    | 100 %      |